# Х. Дорст
Х. Дорст је био индонежански фудбалски дефанзивац који је играо за Холандску источну Индију на Светском првенству у фудбалу 1938. године. Играо је и за Сидолиг Бандунг и ВИОС Батавију.   Дорст је преминуо.